# Polish Championships
Citi Handlowy Polish Championships - to cykl turniejów golfowych z serii mistrzostw kraju. Od 2011 roku sponsorem tytularnym serii jest bank Citi Handlowy. 
W 2013 roku w skład serii wchodzą:
- Mistrzostwa Polski Matchplay (Citi Handlowy Polish Senior Championship)
- Mistrzostwa Polski Seniorów (Citi Handlowy Polish Senior Championship)
- Mistrzostwa Polski Mid Amatorów (Polish Mid Amateur Championship)
- Mistrzostwa Polski HCP (Citi Handlowy Polish HCP Championship)
- Klubowe Mistrzostwa Polski Gr.B (Citi Handlowy Polish Club Championship Gr B)
- Klubowe Mistrzostwa Polski Gr.A (Citi Handlowy Polish Club Championship Gr A)
- Mistrzostwa Polski Kobiet (Citi Handlowy Polish Ladies' Amateur Open)
- Mistrzostwa Polski Mężczyzn (Citi Handlowy Polish Men's Amateur Open)
- Mistrzostwa Polski Juniorów (Citi Handlowy Polish Junior Championship)
- Mistrzostwa Polski 19-34 (Citi Handlowy Polish 19-34 Championship)
- PZG Masters (Citi Handlowy PZG Masters)

## Punkty rankingowe
Za zajęcie punktowanych miejsc w wybranych turniejach z serii Citi Handlowy Polish Championships zawodnikom przyznawane są punkty do Rankingu Polskiego Związku Golfa.
Punkty rankingowe przyznawane są zawodnikom za zajęcie punktowanych miejsc w wybranych turniejach z serii Citi Handlowy Polish Championships.  Przed turniejem PZG Masters sumowanych jest pięć najlepszych wyników, uzyskanych w danym sezonie przez zawodnika.
Zdobyte punkty pozwalają 90 zawodnikom, znajdującym się najwyżej na liście rankingowej, na wzięcie udziału w turnieju PZG Masters. Jest on z kategorii „super”, a punkty w nim uzyskane doliczane są dodatkowo.
Punkty rankingowe za turnieje z serii Turniejów Mistrzowskich PZG 2013 (Citi Handlowy Polish Championships)
zostają przyznane zgodnie z Regulaminem Rankingu PZG 2013.